# Schepenhuis (Herzele)

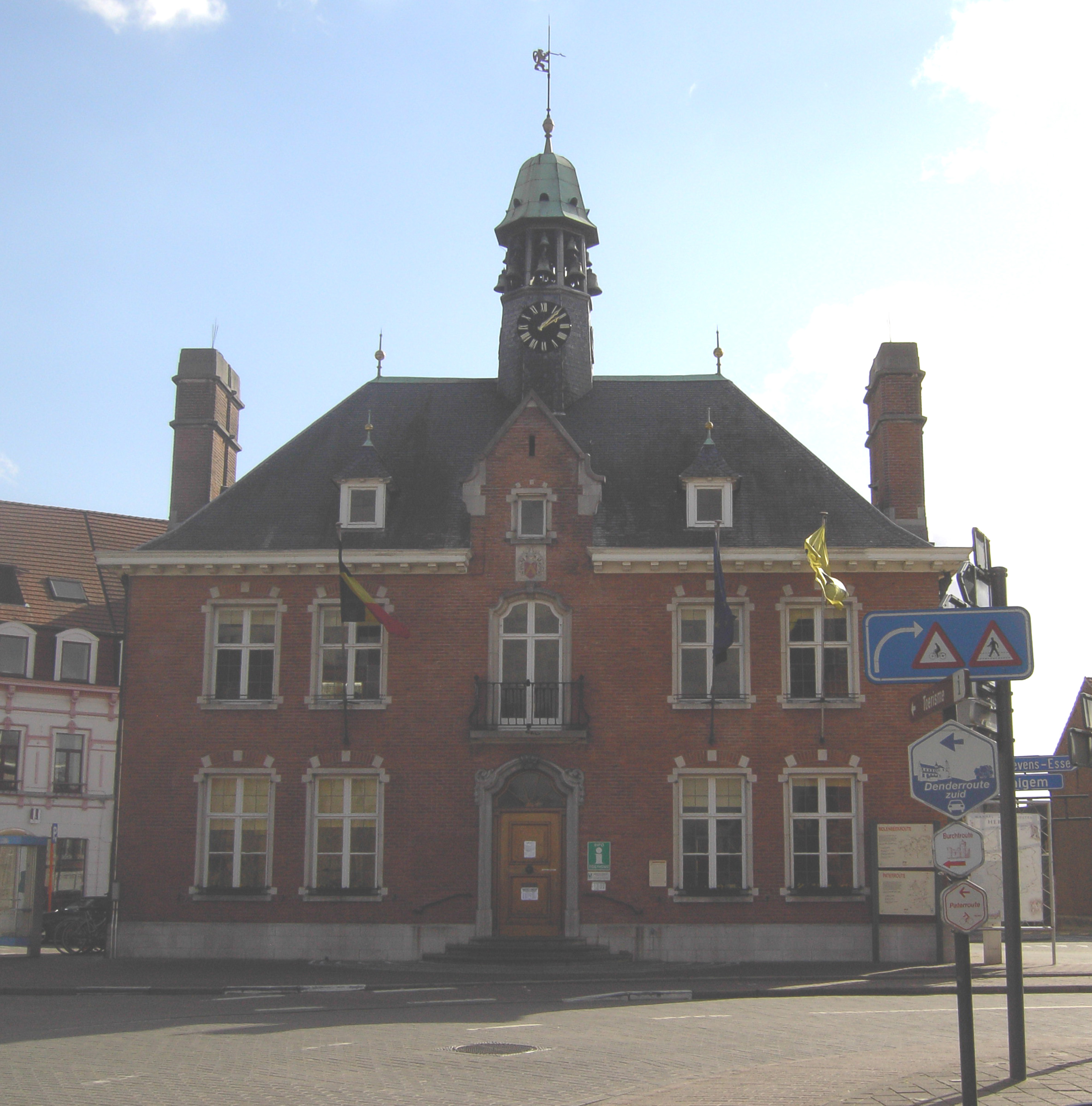
Het Schepenhuis van Herzele

Het Schepenhuis van Herzele is een openbaar gebouw op de Markt in het Belgische Herzele. Op de plek van het Schepenhuis stond vermoedelijk al vanaf de twaalfde eeuw een gebouw voor rechtspraak en officiële aankondigingen.  In 1778 moest het Schepenhuis gerestaureerd worden en werd het gebouw verkocht aan de toenmalige Heer van Herzele Emanuel de Lichtervelde. Hij liet een nieuwe toren bouwen. Daarna deed het gebouw dienst als woning, als winkel en als herberg. Er leefden verschillende bewoners en eigenaars. De gemeentelijke diensten hadden er ook zo goed als steeds onderdak. In 1947 kocht het gemeentebestuur het vervallen Schepenhuis voor 350 000 frank. Het gebouw werd in 1951-1952 grondig gerenoveerd. De twee bijgebouwtjes werden gesloopt, er kwam een nieuw dak, op de voorgevel werd het Herzeelse wapenschild aangebracht en de toren werd vervangen door een beiaard met 28 klokken (een geschenk van Joseph Matthys). Op de beiaard prijkt het wapenschild van de gemeente. De lichtste klok weegt 11 kilogram. De volledige beiaard weegt 1.660 kilogram. Na de gemeentelijke fusie in 1977 werd het Schepenhuis te klein voor de gemeentediensten, die naar andere gebouwen verhuisden. De gemeente Herzele plant verschillende nieuwe functies voor het historische gebouw , zoals horeca en winkel . 
Naast het schepenhuis staat de in 1952 gerestaureerde schandpaal, een achthoekige paal van twee meter hoog uit blauwe hardsteen. 

## Afbeeldingen

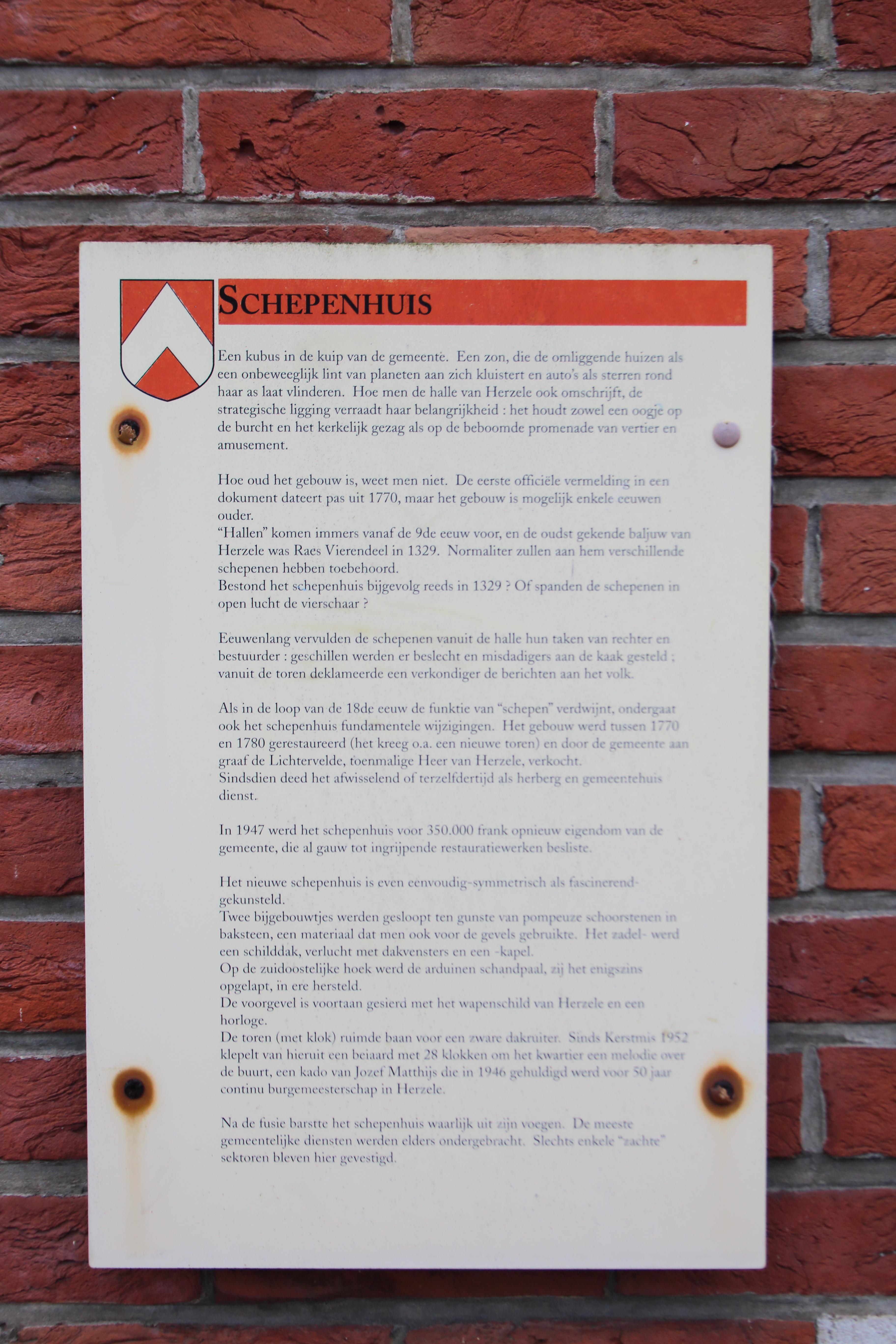
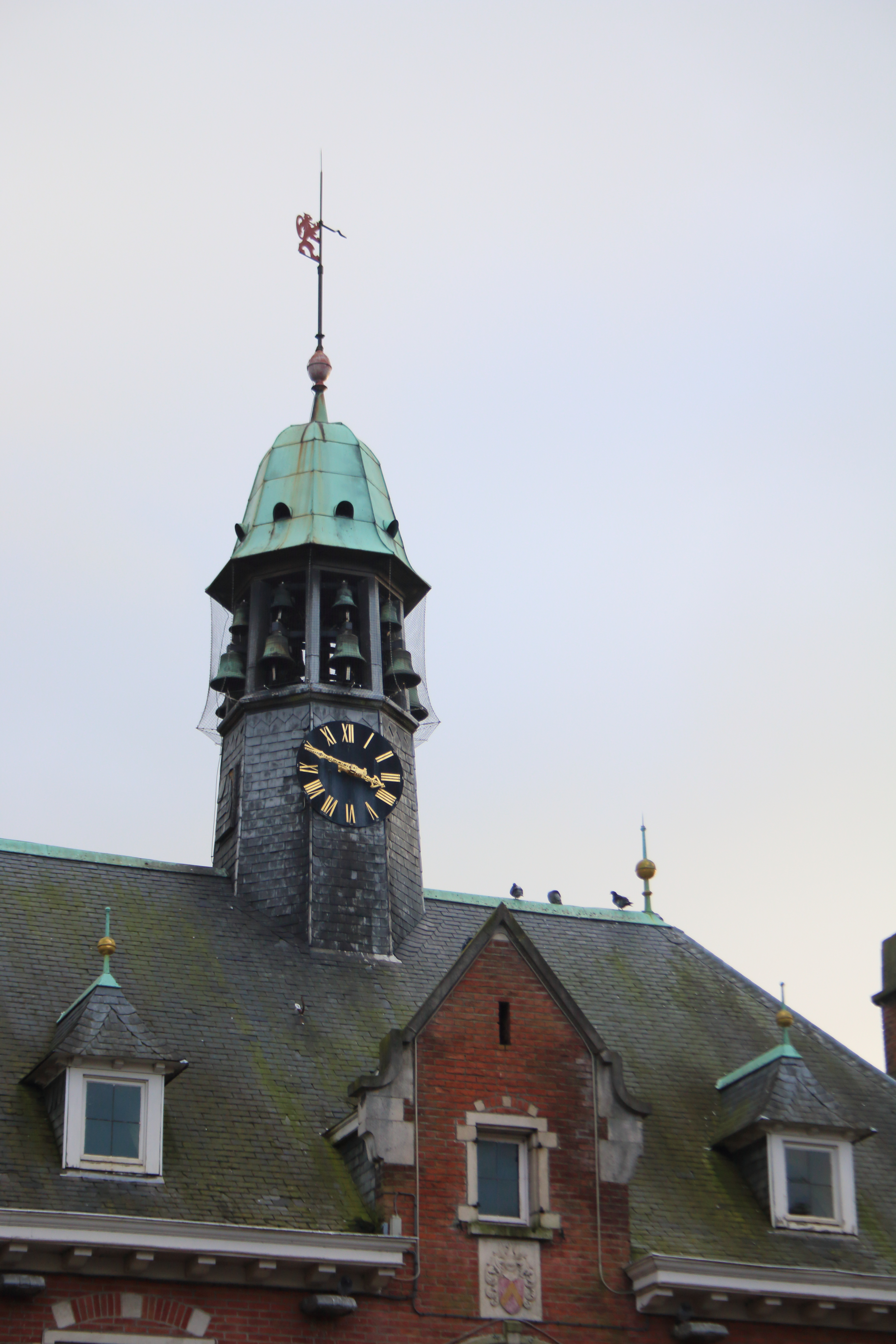
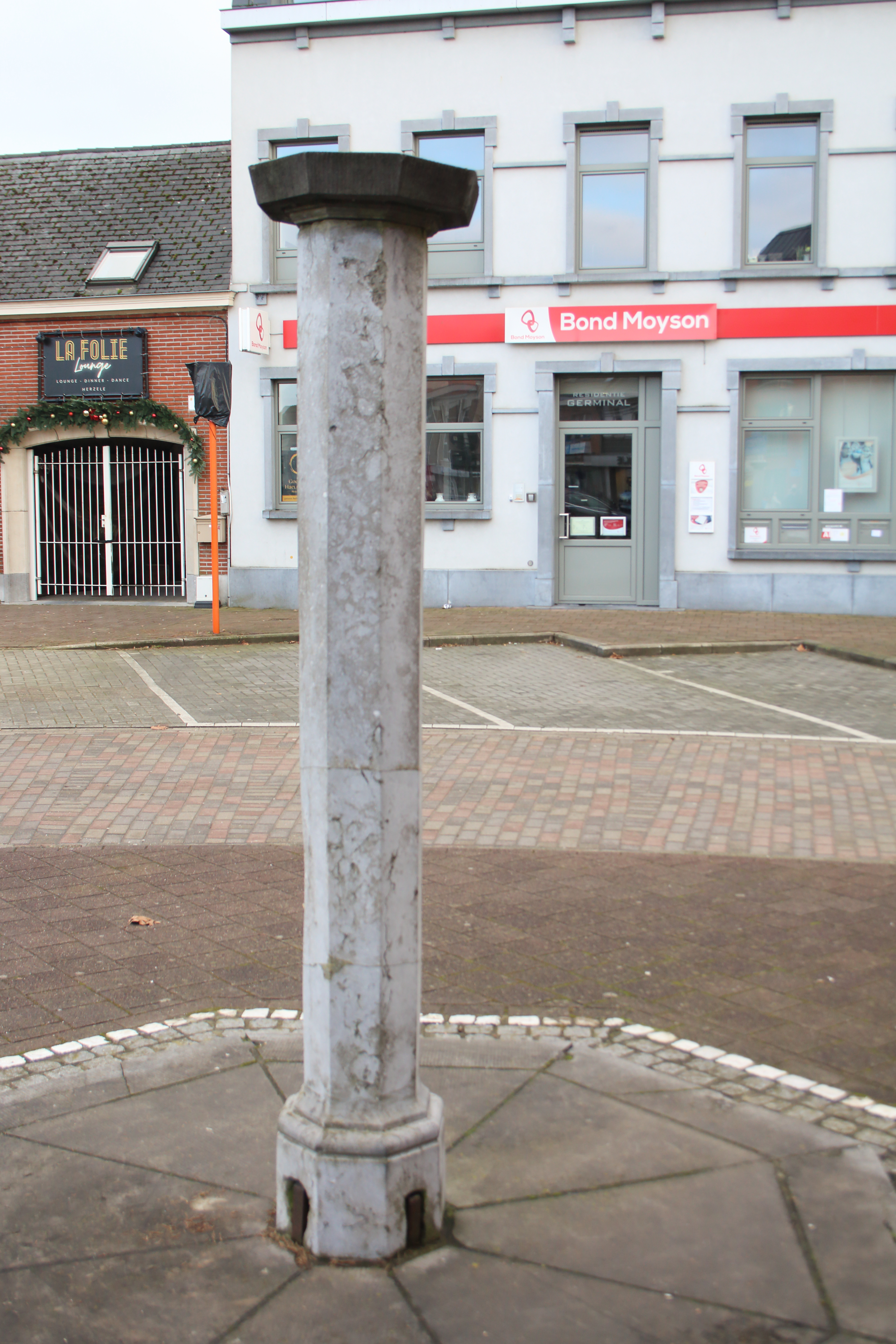
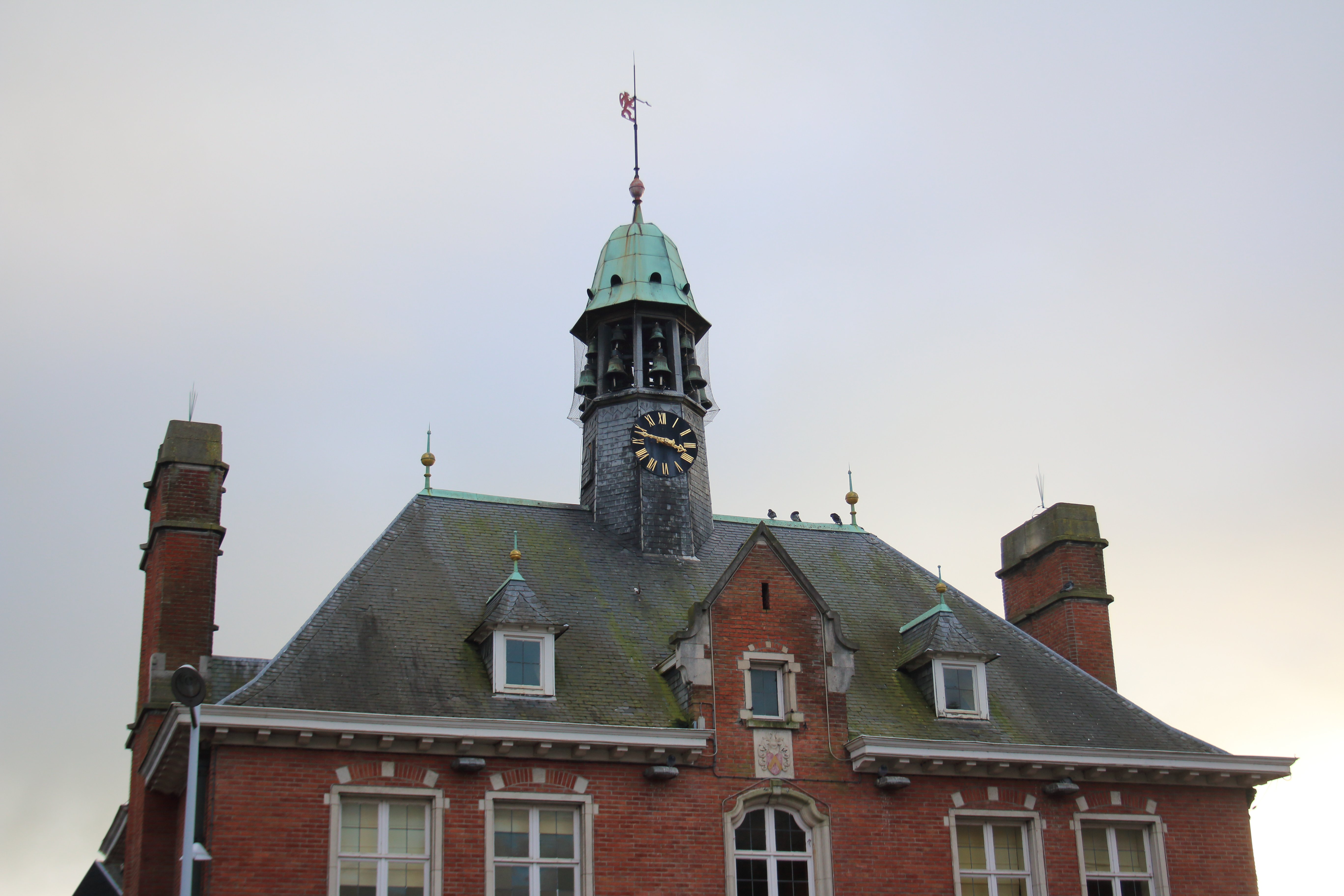